# Estación de Sanremo (1872)
La Estación de San Remo (en italiano stazione di San Remo) era la primera estación de ferrocarril de ciudad homónima; fue abandonado en 2001 debido a la apertura del nuevo via doble de Génova-Ventimiglia desde el paso de San Lorenzo a la estación Bordighera y fue reemplazado por una nueva parada subterráneo.

## Situación ferroviaria
La estación estaba equipada con un edificio de pasajeros, una instalación de aseo y 3 plataformas para las vías, por lo que se usa:
- vía férrea 1: era la pista de la línea;
- vía férrea 2: era una pista en una ruta desviada, que se bifurcaba desde la vía férrea 1
- vía férrea 3: era una pista que se bifurcaba en la vía férrea 2;
- poste de maniobra: era una vía férrea truncada que flanqueaba la vía férrea 1 a la izquierda mirando hacia la raíz sur de la parada.
- rastrear los productos del tronco: era la ruta que servía al patio de carga de la estación.

El edificio de pasajeros todavía existe, así como el estanco, mientras que el bar y el quiosco, que han estado dentro del edificio desde su inauguración, se han cerrado.
El área alberga eventos y exhibiciones en lo que alguna vez fueron los ferrocarriles goods Warehouse. En el nivel de la pista anterior hay un aparcamiento y una sección de la ciclovía de Liguria en la ruta ciclista italiana inaugurado en 2008.

## Historia

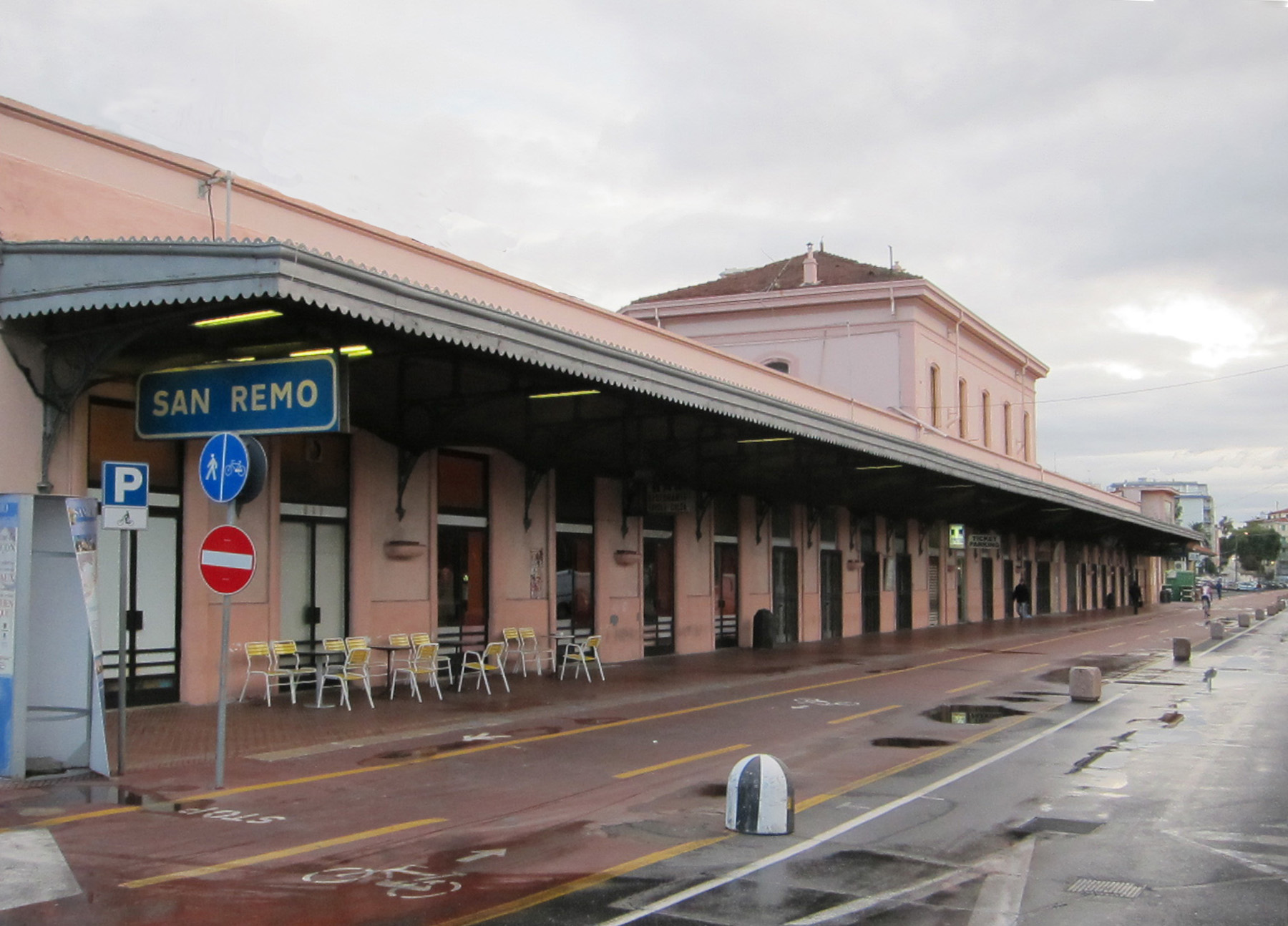
El edificio lado binario en 2011.

La estación fue inaugurado en 1872, en relación con la sección Savona-Ventimiglia del Génova-Ventimiglia. Se descontinuó el 24 de septiembre de 2001. debido a la duplicación de las pistas entre San Lorenzo al Mare y Ospedaletti. Tan pronto como fue abandonado, la estación se vio privada de la línea aérea y las vías para asfaltar los sedimentos y los muelles.
A partir de 1913 a 1942 en la parte frontal de la estación tenía como intercambio de la tranvía Ospedaletti-San Remo-Taggia.
El 21 de abril de 1942 se inauguró la filovia dei fiori, todavía en servicio.
La estación, anteriormente llamado con el nombre correcto de "Sanremo" asumió el nuevo nombre de "San Remo" en los años ochenta.